# سیب دورنگ

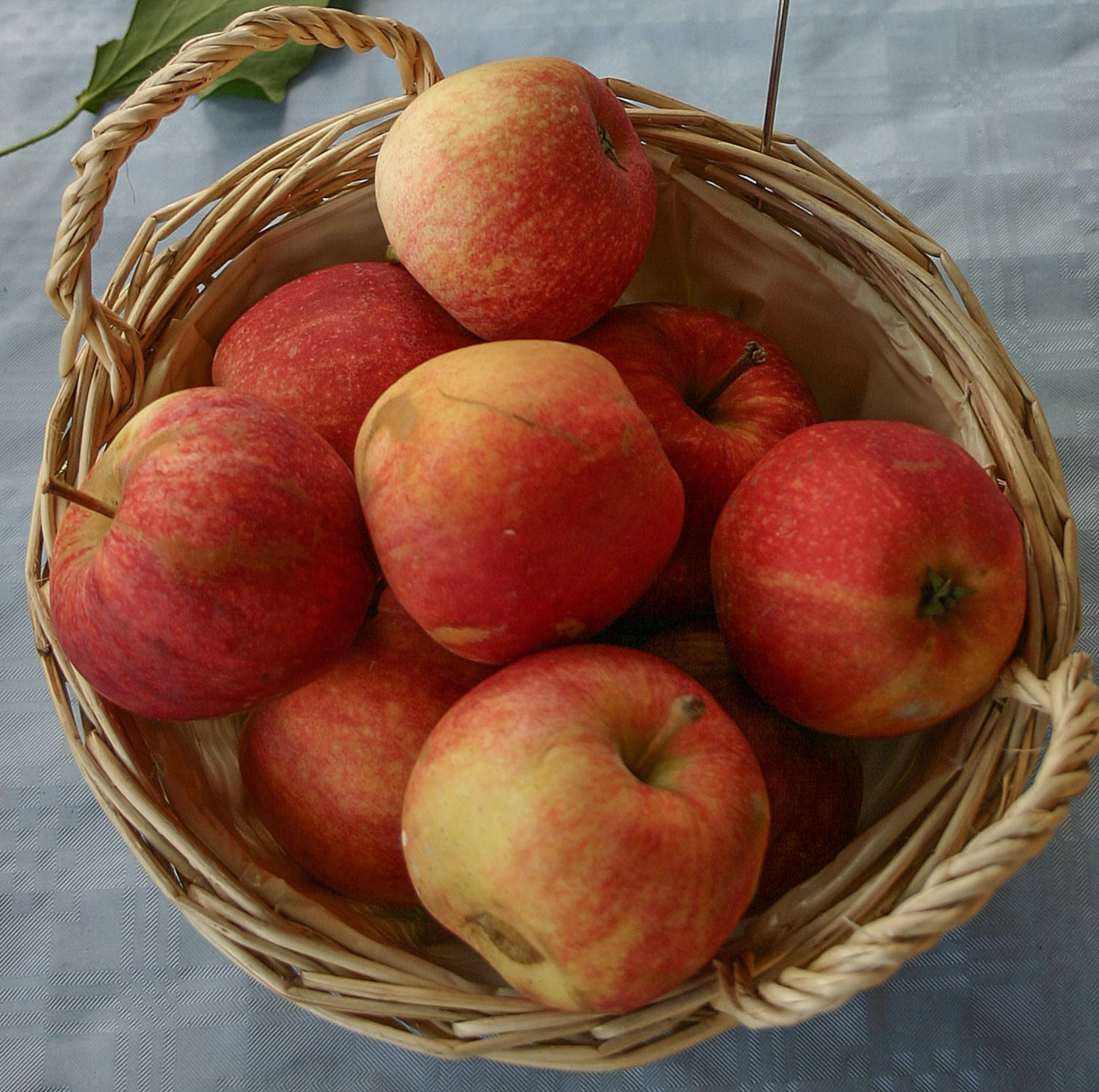
گالا

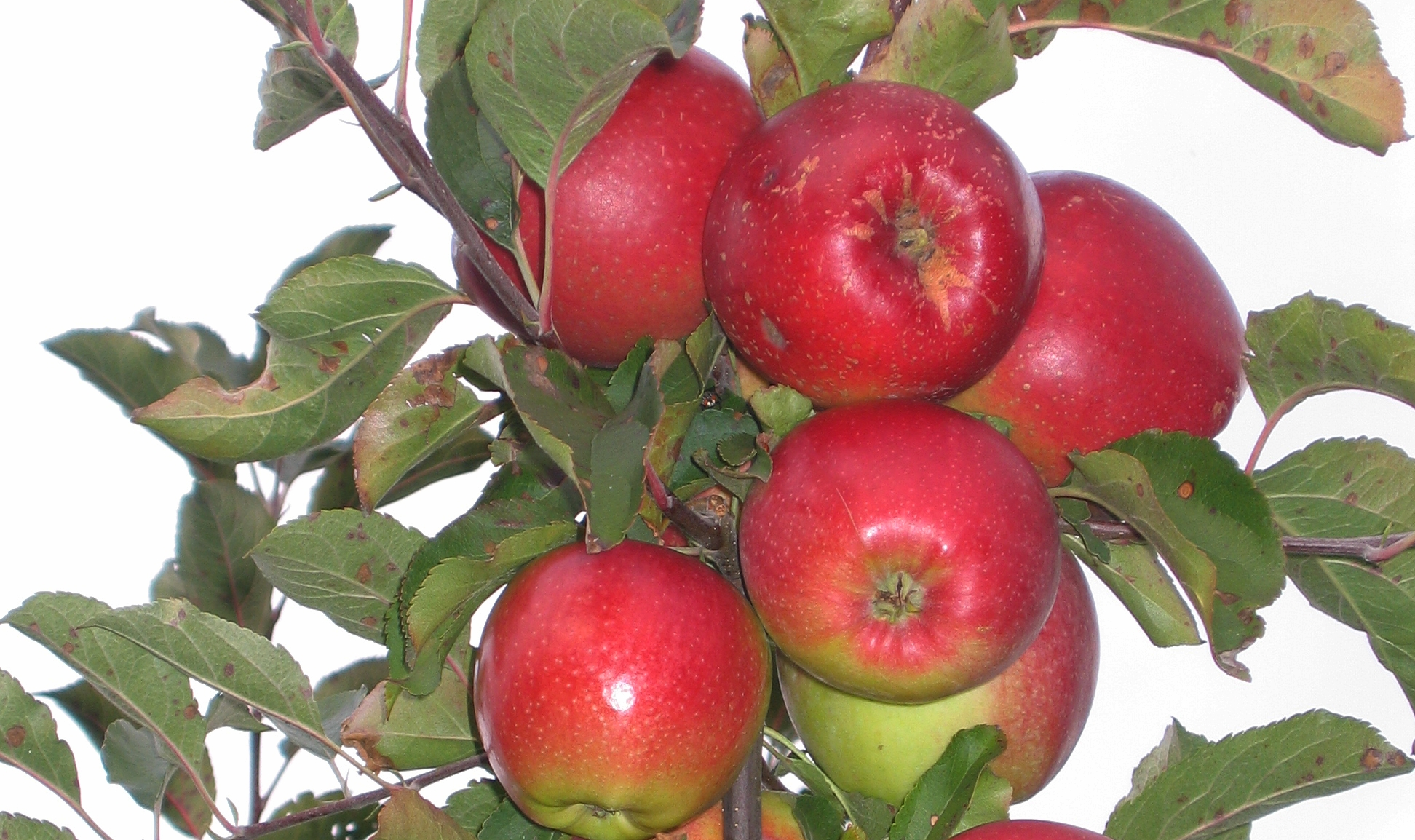
لیگل

سیب دورنگ تعریف شناخته شده‌ای در رشته باغبانی دارد و به سیبهایی اشاره می‌کند که رنگ پوستشان یکسان نیست. ارقام سیب که پوستشان دو رنگ است عبارتند از: گالا، چمپیون، آیدارد، لیگول، جانگورد، نجدارد، و گلستر و در اروپا تولید می‌شوند.

## رنگ و مزه ترش
رنگ سیب به عوامل زیادی از جمله: وضعیت آب و هوا در زمان رسیدن سیب، نوسان دما در چرخه‌های بین روز و شب، ماندن در آفتاب و موقعیت خاک بستگی دارد.
سیب‌های دورنگ که در نواحی معینی از اروپا همانند گروجتس رشد می‌کنند هم با کمی ترش بودن مشخص می‌شوند که آن هم از وضعیتهای آب و هوای به‌خصوصی به نام یخبندان زمین ناشی می‌شوند که در آن مناطق در طی پاییز هنگام چیدن محصول به وجود می‌آید.

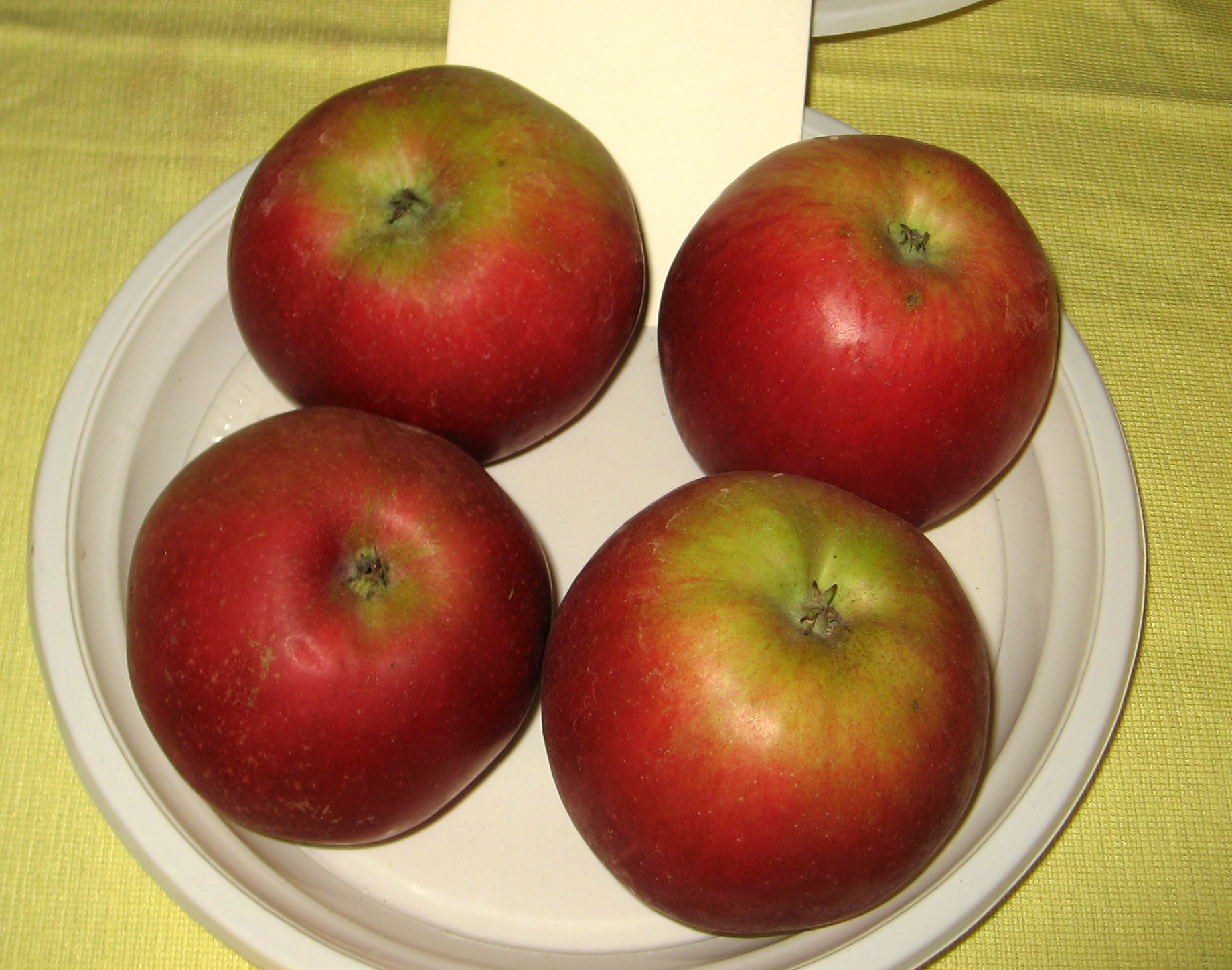
آیدارد